# Bill Raisch
Carl William Raisch (ur. 5 kwietnia 1905 w North Bergen w New Jersey, zm. 31 lipca 1984 w Santa Monica w Kalifornii) – amerykański tancerz i aktor telewizyjny i filmowy.

## Życiorys

### Wczesne lata
Urodził się w New Jersey. Jego rodzice wyemigrowali z Niemiec. Po ukończeniu liceum, rozpoczął pracę jako przewoźnik cementu na budowie.
Na początku swojej pracy, zaczął podnosić ciężary w nowojorskiej Sig Klein's Gym i stał się wodzirejem do zabaw tanecznych. Impresario Florenz Ziegfeld Jr. zaangażował go do grupy tanecznej Ziegfield Follies. Pod koniec lat 20. występował na amerykańskiej scenie w New Amsterdam Roof Theater, m.in. w musicalu Whoopee. W Nowym Jorku poznał swoją przyszłą żonę Adele Smith, również tancerkę Follies Ziegfeld.
Podczas II wojny światowej (na początku 1945) w United States Navy, kiedy wybuchł pożar na pokładzie statku, stracił prawą rękę. Ogień spalił jego ramię tak mocno, że musiało być amputowane. W 1946 roku przeniósł się do Los Angeles, gdzie rozpoczął karierę aktorską.

### Kariera
Zadebiutował jako taksówkarz w filmie noir Williama Castle The Mark of the Whistler (1944) u boku Richarda Dixa. Grywał role epizodyczne; Pan Lemotte w muzycznym thrillerze Specter of the Rose (1946) z Judith Anderson, Niemiec w dramacie Jacques’a Tourneura Berlin Express (1948) z Merle Oberon i Robertem Ryanem, jako Jednoramienny w westernie Ostatni kowboj (Lonley Are the Brave, 1962) obok Kirka Douglasa. Przez wiele lat pracował jako dubler dla Burta Lancastera.
Został jednak najlepiej zapamiętany jako Fred Johnson, jednoręki bandyta, który zabił żonę Richarda Kimble’a (David Janssen) w serialu ABC Ścigany (The Fugitive, 1963–67).
Zmarł w wieku 79 lat, 31 lipca 1984 r. w szpitalu w Santa Monica, na raka płuc.

## Filmografia

### Filmy fabularne
- 1944: The Mark of the Whistler jako taksówkarz
- 1946: Specter of the Rose jako pan Lemotte
- 1946: Od dzisiaj (From This Day Forward) jako człowiek w Urzędzie Pracy / opiekun baru
- 1948: Berlin Express jako Niemiec
- 1950: Experiment Alcatraz jako pacjent w szpitalu
- 1952: Hong Kong jako gość hotelowy
- 1953: Sangaree jako opiekun pubu
- 1955: O życie świadka (Tight Spot) jako Widz na sali sądowej
- 1955: Jak być bardzo, bardzo sławnym (How to Be Very, Very Popular)
- 1956: W 80 dni dookoła świata (Around the World in 80 Days)
- 1957: Słodki smak sukcesu (Sweet Smell of Success) jako opiekun w Toots Shor's
- 1960: Spartakus (Spartacus) jako żołnierz
- 1962: Incident in an Alley jako widz na strzelaniu
- 1962: Ostatni kowboj (Lonley Are the Brave) jako Jednoramienny
- 1963: Słodka Irma (Irma la Douce) jako mężczyzna w kościele
- 1964: Siedem dni w maju (Seven Days in May)
- 1964: The New Interns jako mężczyzna na korytarzu / mężczyzna w restauracji

### Seriale TV
- 1962: The Virginian jako Trial Spectator obok Millera
- 1963: Perry Mason jako bywalec w sali basenowej
- 1963–67: Ścigany (The Fugitive) jako jednoręki Fred Johnson
- 1968: Mannix jako praktykant